# Sayapullo
Sayapullo es una localidad peruana capital del Distrito de Sayapullo de la Provincia de Gran Chimú en el Departamento de La Libertad. Se ubica aproximadamente a unos 142 kilómetros al noreste de la ciudad de Trujillo.
El distrito de Sayapullo fue creado mediante Ley del 11 de febrero de 1855, en el gobierno del Presidente Ramón Castilla. El nombre de Sayapullo viene de voces castellanas y quechua que significan: Saya = manto y Pullo = neblina "Manto de Neblina" por la densa neblina que en invierno suele invadir la zona.